# 天童市

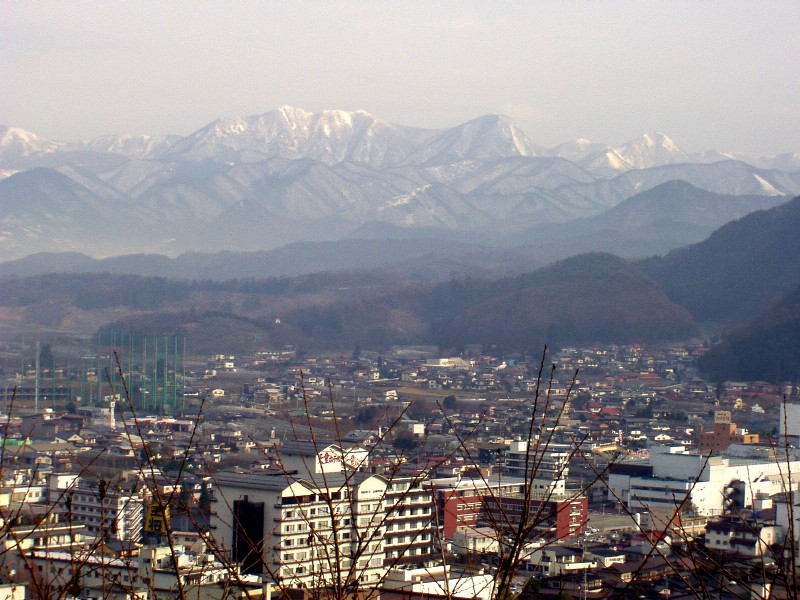
天童市の街並み

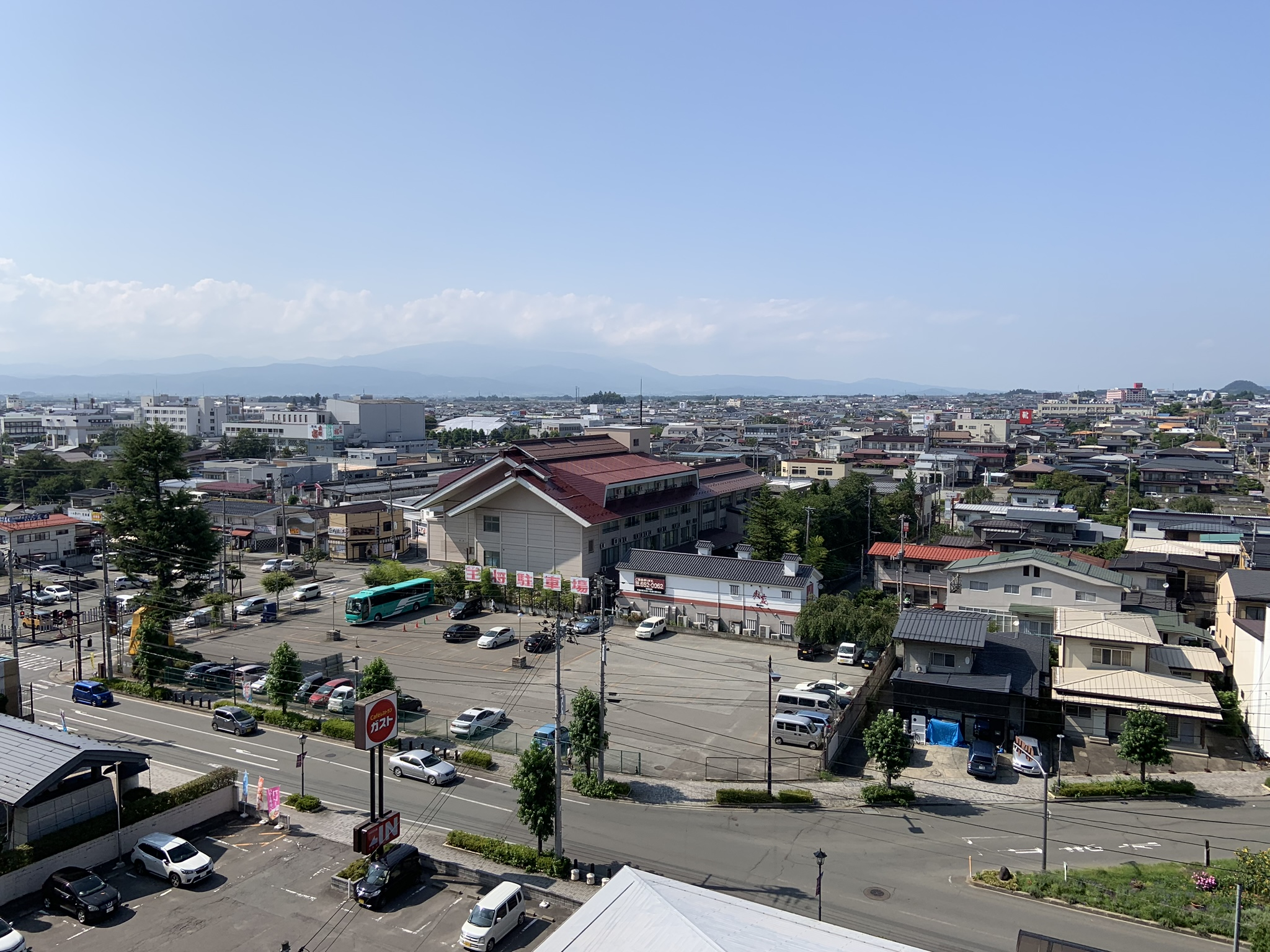
天童温泉の街並み

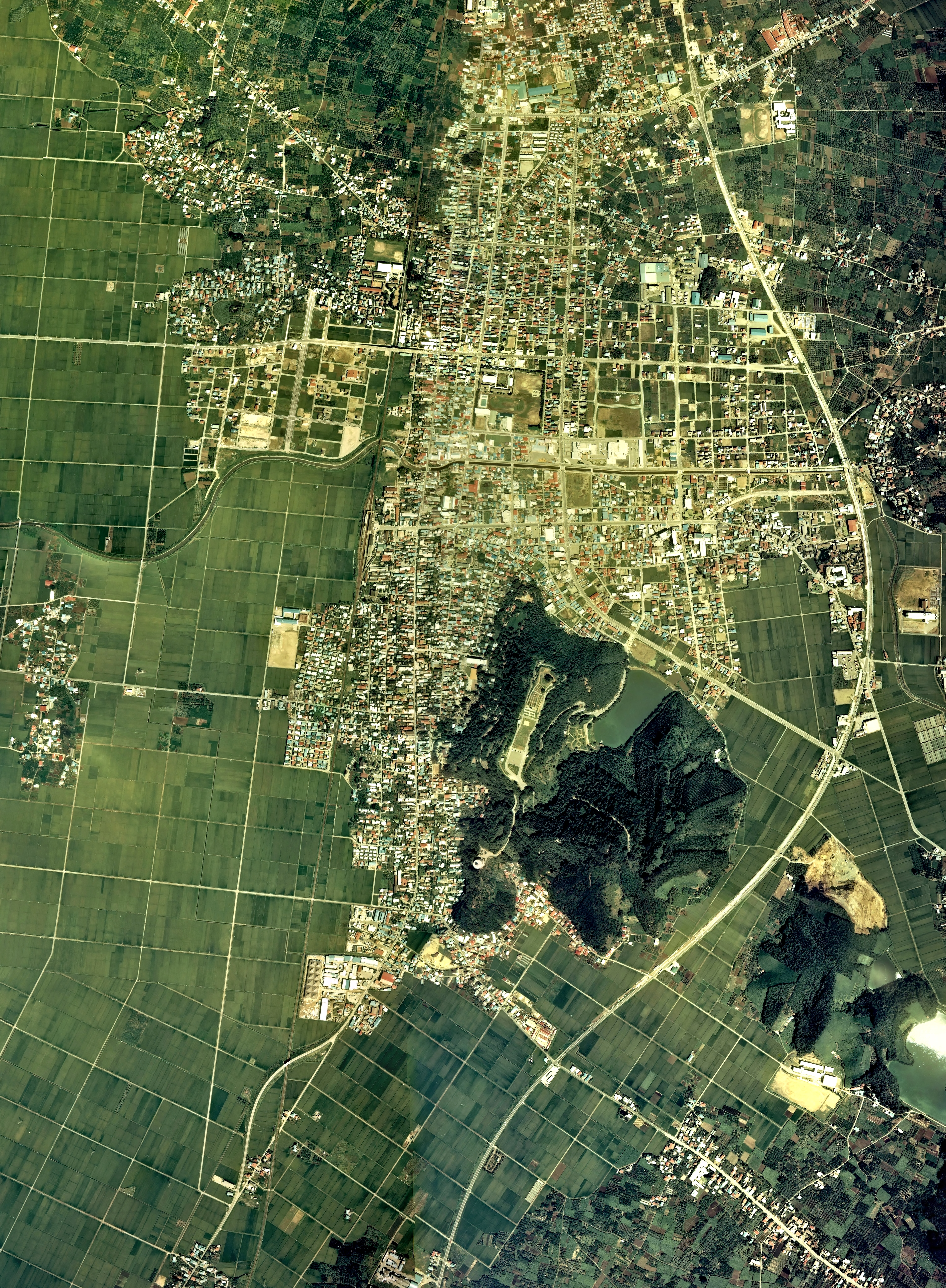
天童市中心部の空中写真。画像中央の市街地に隣接した山が舞鶴山。市街地の東側を南北に大きく曲線を描いて走るのは国道13号。1976年撮影の11枚を合成作成。
。

天童市（てんどうし）は、山形県東部にある人口約6万人の市。将棋駒と温泉の街として知られる。県内人口は、山形市、鶴岡市、酒田市、米沢市に次ぐ5位（2024年4月現在）。1958年（昭和33年）市制施行。

## 地理

### 自然地理・地形
市域の西半分は平地、東半分は山地で、特に東部の山間部は奥羽山脈末端丘陵の険しい山々である。乱川と立谷川はそれぞれ扇状地を形成しており、その中央部は水はけがよく畑作に、扇端部は水量が豊富で水田に適している。
乱川と立谷川は市域の自然境界も為しており、これらの河川により東根市・山形市と接する。西部は最上川を境に寒河江市に接する。
気候は内陸性気候の特色を持ち、山形県内でも積雪量は比較的少ない。盆地特有の気候であるため、夏と冬、そして1日の寒暖の差が激しい。

#### 山
- 舞鶴山
- 八幡山
- 越王山
- 雨呼山
- 水晶山
- 三沢山
- 鵜沢山

#### 河川
- 最上川
- 須川
- 乱川
- 押切川
- 倉津川
- 立谷川

#### 湖沼
- 愛宕沼
- 貫津沼
- 原崎沼
- 寺津沼

### 社会地理
山形都市圏（あるいは山形広域都市圏）に属する。市のほぼ中心部を、南北にJR奥羽本線と国道13号が走る。市街地は山形市との市境である立谷川から東根市との市境である乱川付近の、JR奥羽本線と国道13号に囲まれた地域に形成されている。また市域中部の国道13号より仙台方面へ向かう国道48号が分岐し、市東部から関山峠を経由して宮城県へ至る。さらに、山形自動車道、山形空港なども近く交通の便に恵まれている。
中心市街地のやや南部に舞鶴山があり市域を南北に分けている。舞鶴山は天童城の城址でもあり、山頂では毎年4月下旬にプロ棋士が人間が扮する駒で将棋を指す人間将棋が行われている。また舞鶴山周辺には天童民芸館など歴史的な建造物が残る。将棋駒の産地らしく、市内の至る所に将棋のモニュメントがあり、市街地に流れる倉津川にかかる橋には、王将橋、金将橋、銀将橋などそれぞれ将棋の駒の名前がついている。天童駅から徒歩10分程度に天童温泉街がある。

市内にある将棋のモニュメント
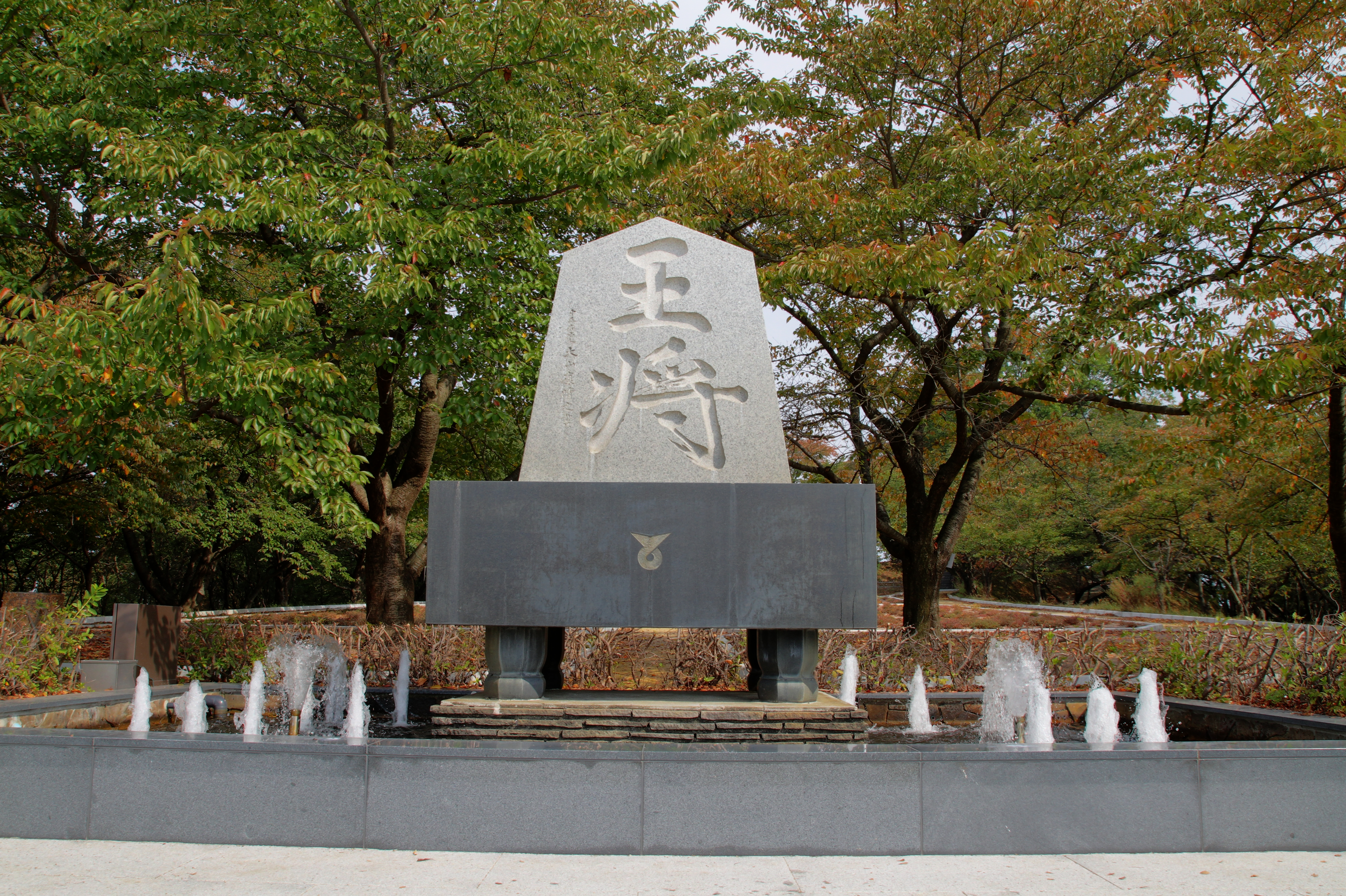
舞鶴山にて
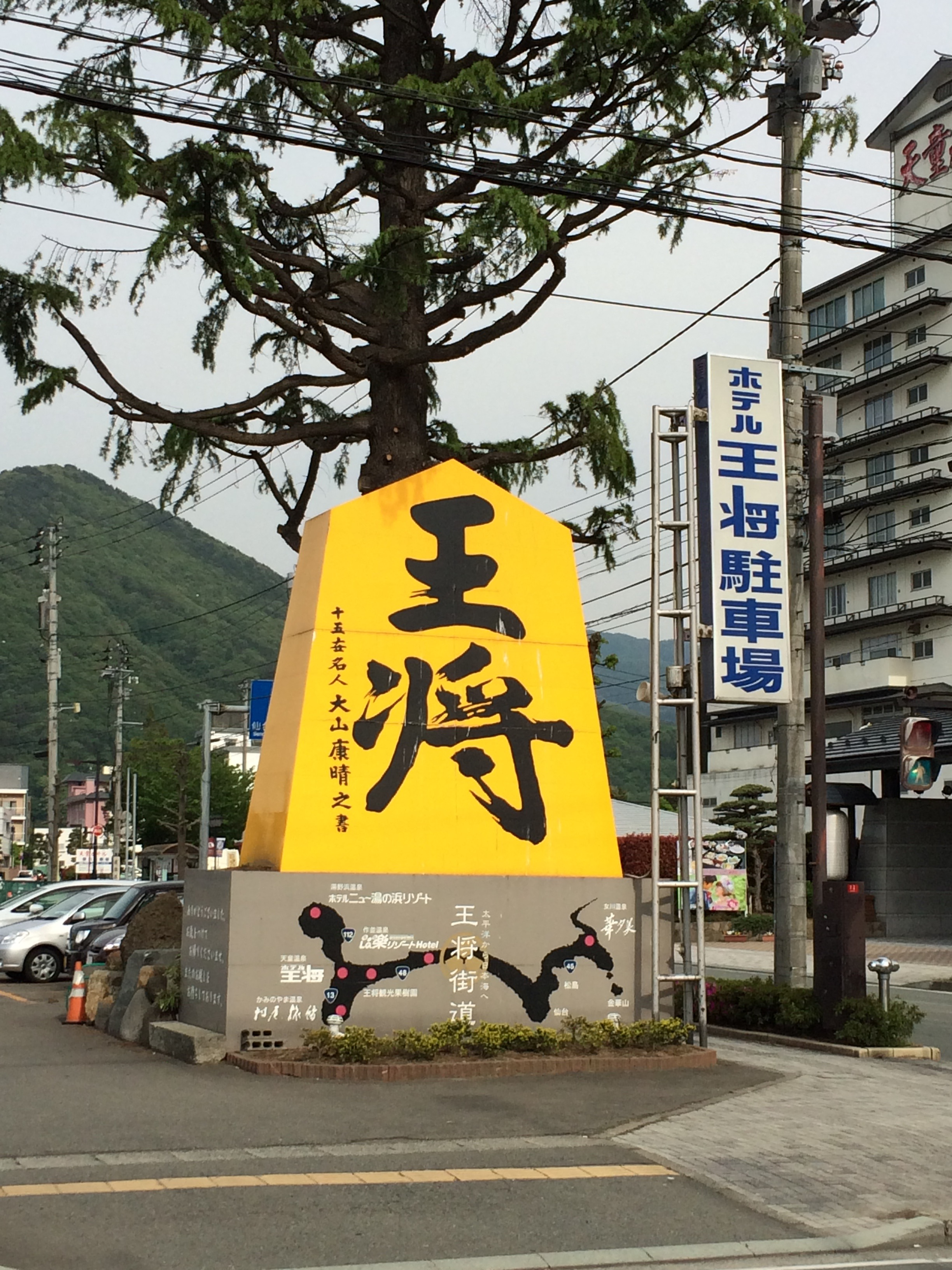
天童温泉にて
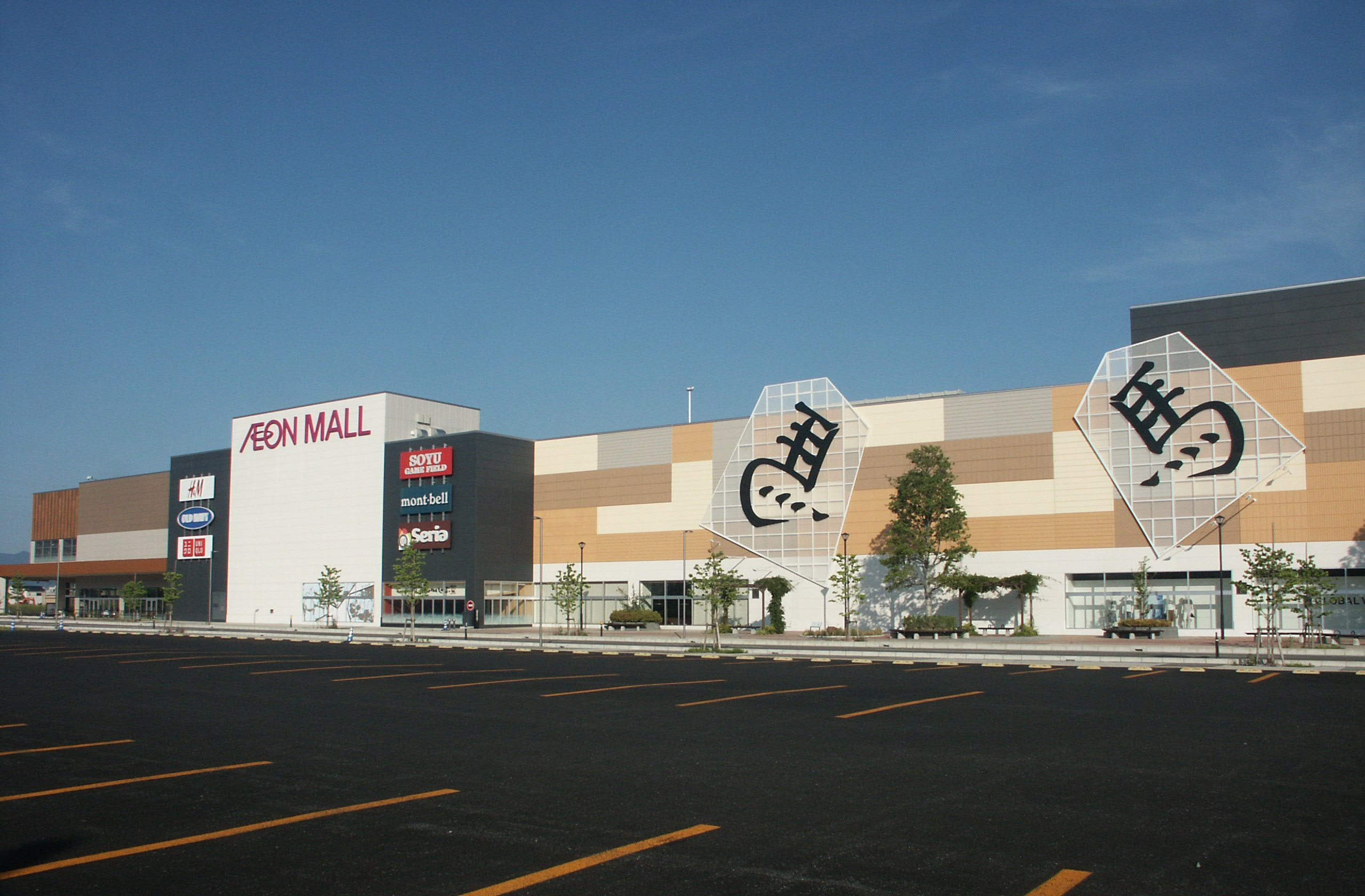
ショッピングセンター（イオンモール天童）

国道48号による仙台市への交通利便性から、仙台都市圏からの観光客が多い反面、天童市からの仙台都市圏・山形市域への依存も大きい。また、北隣の東根都市圏との繋がりも深い。山形市による合併協議においても上山市が参加したのに対し天童市は不参加であった。

### 隣接している自治体
山形県
- 山形市
- 東根市
- 寒河江市
- 東村山郡中山町
- 西村山郡河北町

## 歴史
約1500年前の農村集落跡である西沼田遺跡がある。「天童」の地名については、天から童子が舞い降りたという伝説に由来するとの説や中世に北畠天童丸が住んでいたこと由来するとの説がある。
- 南北朝時代 、北畠天童丸が居を構えた。文中年間に去る。
- 1375年 - 天童城に移り天童氏を称した。
- 1831年 - 藩主の織田信美が天童に入り、天童織田藩が成立[3]。

→江戸時代の歴史については天童藩を参照のこと。
- 1878年（明治11年） - 東村山郡が置かれ、翌年、天童村に東村山郡役所が開庁する（庁舎は現在の旧東村山郡役所資料館）。
- 1901年（明治34年）8月23日 - 天童駅開業。
- 1958年（昭和33年）10月1日 - 市制施行（県内10番目）。
- 1994年（平成6年）- 第1回大山康晴賞を日本将棋連盟から授賞された。
- 1996年（平成8年）4月8日 - 「天童将棋駒」が伝統工芸品に指定される 。
- 1999年（平成11年）12月4日 - 山形新幹線開通。

### 市町村合併の経緯
- 1882年（明治15年）4月27日 - 東村山郡天童村・田鶴町が合併して天童町となる。
- 1889年（明治22年）4月1日 - 町村制の施行により、天童村、老野森村、久野本村、北目村の区域をもって東村山郡天童町が発足。
- 1954年（昭和29年）10月1日 - 東村山郡天童町、成生村、蔵増村、津山村、寺津村、北村山郡山口村、田麦野村が合併し、改めて東村山郡天童町が発足。
- 1958年（昭和33年）10月1日 - 東村山郡天童町が市制施行して天童市となる。
- 1962年（昭和37年）10月20日 - 東村山郡豊栄村を編入。
- 1989年（平成元年）6月1日 - 山形市と境界変更。
- 1991年（平成3年）3月25日 - 東村山郡中山町と境界変更。
- 1994年（平成6年）4月18日 - 山形市と境界変更。

## 行政
- 市長：新関茂（2024年12月26日就任、1期目）

### 歴代市長
| 代      | 氏名       | よみがな        | 就任年月日     | 退任年月日     |
| ------- | ---------- | --------------- | -------------- | -------------- |
| 初代    | 平塚二郎   | ひらつか じろう | 1958年11月11日 | 1962年11月11日 |
| 2-5代   | 阿部金蔵   | あべ きんぞう   | 1962年11月12日 | 1981年9月2日   |
| 6代     | 小座間泰蔵 | おざま たいぞう | 1981年10月18日 | 1985年1月15日  |
| 7-9代   | 鈴木雅廣   | すずき まさひろ | 1985年3月3日   | 1997年3月2日   |
| 10-12代 | 遠藤登     | えんどう のぼる | 1997年3月3日   | 2008年12月25日 |
| 13-16代 | 山本信治   | やまもと しんじ | 2008年12月26日 | 2024年12月25日 |
| 17代    | 新関茂     | にいぜき しげる | 2024年12月26日 | 現職           |

## 議会

### 市議会
→詳細は「天童市議会」を参照

## 産業

### 特産品
- 将棋の駒[4][5]（伝統工芸品、国産品95％）
- 左馬（ひだりうま）の置物
- 木工家具（天童木工）
- サクランボ
- ラ・フランス

### 企業
以下は、天童市に本社を置く企業
- あじまん
- おーばんホールディングス
- 出羽桜酒造
- 水戸部酒造
- 天童木工
- 宝フリート
- 東北パイオニア
- 野川商事
- 野口鉱油
- モンテディオ山形

### 金融機関
※統一金融機関コード順
- イオン銀行
- 山形銀行 - 天童市指定金融機関
- 荘内銀行
- きらやか銀行
- 山形信用金庫
- 新庄信用金庫
- 東北労働金庫
- 北郡信用組合

## 郵便
- 天童郵便局（集配局）
- 山口郵便局
- 成生郵便局
- 天童北久野本郵便局
- 天童五日町郵便局
- 天童駅西郵便局
- 干布郵便局
- 羽前荒谷郵便局
- 高擶郵便局
- 寺津郵便局
- 蔵増郵便局
- 天童原町簡易郵便局
- 長岡簡易郵便局
- 塚野目簡易郵便局
- 田麦野簡易郵便局

## 姉妹都市・提携都市
天童市には、3つの海外姉妹都市、4つの国内相互交流協定都市がある。地名表記、提携の名義は天童市ウェブサイトに従った。

### 海外
- マロスティカ市（イタリア共和国 ヴェネト州ヴィチェンツァ県）
  - 1989年（平成元年）4月22日 姉妹都市提携[6][8]

天童で行われている人間将棋と、マロスティカで行われている人間チェスの縁による。イタリア人貿易商が天童にマロスティカを紹介したことを契機に、1983年以来交流が行われ、姉妹都市協定締結に至った。なお、マロスティカも果樹生産が盛んでサクランボの産地として知られる。相互の市民に表彰を行う制度がある。
- マールボロウ市（ニュージーランド）
  - 1989年（平成元年）7月7日 姉妹都市提携[6][8]

マールボロウはサクランボやブドウ・リンゴなど山形県と共通する果樹栽培が盛んであり、農業を通した交流が縁となっている。1981年以来、天童市は市内の農業後継者を海外研修のためニュージーランドに派遣していたが、とくにマールボロウ地方のブレナム市はしばしば研修地となった。ブレナム市との間で市民相互の訪問・研修など交流が深まり、姉妹都市提携の動きが進められた。なお、ニュージーランドの地方行政改革に伴い、1989年秋にブレナム市と周辺自治体が合併、マールボロウ市が発足した。2005年には市民の技術指導や建設募金によりマールボロウ市内に日本庭園が建設。2011年に日本庭園のお礼として遊具（プレイグラウンド）が寄贈され、わくわくランド（道の駅天童温泉）内に設置された。
- 瓦房店市（中華人民共和国 遼寧省）
  - 2002年（平成14年）5月27日 友好都市提携[6][8]

天童市内の食品加工会社が、1980年代から遼寧省からの研修生の受け入れを行い、1994年には瓦房店市に工場を設立。経済を中心とした交流の深まりにより、瓦房店市側から姉妹都市（友好都市）協定の提携を打診。なお、瓦房店市もリンゴ・ブドウ・サクランボ等の果樹産地であり、果樹栽培の技術指導も交流の一環として行われている。

### 国内
- 網走市（北海道 オホーツク総合振興局管内）
  - 2004年（平成16年）4月24日 観光物産等相互交流協定締結[7][12]

網走市議会議員を長らく務め、社会活動に尽力した中川イセ（網走市名誉市民）が天童市出身である縁。2002年（平成14年）7月、旧東村山郡役所資料館で開催された「天童が生んだ女性展」で中川が紹介されたことが、自治体間交流の契機となっている。
- 多賀城市（宮城県）
  - 2006年（平成18年）4月22日 文化振興等相互交流協定締結[7][13]

戦国時代の天童の領主であった天童氏（天童頼澄）が、天童城の落城後に伊達氏を頼り、多賀城市域に知行地を得た縁。多賀城市域には天童氏や天童氏家臣の末裔が多く暮らすという。2008年（平成20年）10月1日には災害時応援協定を結んでおり、2011年（平成23年）の東日本大震災では多賀城市に対する支援が行われた。
- 土浦市（茨城県）
  - 2000年（平成12年）12月16日 観光物産等相互交流協定締結[7]

江戸時代末期、現在の天童市域にあった8か村が土浦藩領だったことなどが縁（東村山郡#歴史参照）。
- 館林市（群馬県）
  - 2001年（平成13年）10月27日 観光物産等相互交流協定締結[7]

江戸時代末期、現在の天童市域にあった10か村が館林藩領だったことなどが縁。

### その他の広域提携等
織田信長サミット
江戸時代後期から廃藩置県までの約100年間、織田家が天童藩主を務めたことを縁として、天童市は織田信長にゆかりのある市町の集まりである織田信長サミット（1984年発足）に参加している。1987年（昭和62年）の第4回サミットと、2002年（平成14年）の第19回サミットが天童市で開催された。
山形定住自立圏
山形市を中心とする定住自立圏構想に参加しており（定住自立圏構想研究会参照）、広域行政・政策の連携を行っている。

## 地域
- 天童地区（南部、中部、北部に分ける場合もある）
- 成生地区、蔵増地区、津山地区、寺津地区、山口地区、田麦野地区
- 高擶地区、長岡地区、干布地区、荒谷地区

### 人口
| |                                        |  |
| 天童市と全国の年齢別人口分布（2005年） | 天童市の年齢・男女別人口分布（2005年） |  |
| ■紫色 ― 天童市 ■緑色 ― 日本全国 | ■青色 ― 男性 ■赤色 ― 女性              |  |
| 天童市（に相当する地域）の人口の推移 \| 1970年（昭和45年） \| 44,758人 \| \| \| 1975年（昭和50年） \| 48,082人 \| \| \| 1980年（昭和55年） \| 52,597人 \| \| \| 1985年（昭和60年） \| 55,123人 \| \| \| 1990年（平成2年） \| 57,339人 \| \| \| 1995年（平成7年） \| 60,626人 \| \| \| 2000年（平成12年） \| 63,231人 \| \| \| 2005年（平成17年） \| 63,864人 \| \| \| 2010年（平成22年） \| 62,214人 \| \| \| 2015年（平成27年） \| 62,194人 \| \| \| 2020年（令和2年） \| 62,140人 \| \| |                                        |  |
| 総務省統計局 国勢調査より |                                        |  |
| 1970年（昭和45年） | 44,758人                               |  |
| 1975年（昭和50年） | 48,082人                               |  |
| 1980年（昭和55年） | 52,597人                               |  |
| 1985年（昭和60年） | 55,123人                               |  |
| 1990年（平成2年） | 57,339人                               |  |
| 1995年（平成7年） | 60,626人                               |  |
| 2000年（平成12年） | 63,231人                               |  |
| 2005年（平成17年） | 63,864人                               |  |
| 2010年（平成22年） | 62,214人                               |  |
| 2015年（平成27年） | 62,194人                               |  |
| 2020年（令和2年） | 62,140人                               |  |

## 教育

### 学校教育
短期大学
- 羽陽学園短期大学

高等学校
- 山形県立天童高等学校
- 創学館高等学校

中学校
- 天童市立第一中学校
- 天童市立第二中学校
- 天童市立第三中学校
- 天童市立第四中学校

小学校
- 天童市立天童中部小学校
- 天童市立天童南部小学校
- 天童市立天童北部小学校
- 天童市立荒谷小学校
- 天童市立蔵増小学校
- 天童市立高擶小学校
- 天童市立津山小学校
- 天童市立寺津小学校
- 天童市立長岡小学校
- 天童市立成生小学校
- 天童市立干布小学校
- 天童市立山口小学校

### 教育に関連する協定等
2010年（平成22年）12月に天童市は明治大学との間に連携協定を結んでおり、地域振興、学生派遣など相互の交流・発展のための連携事業を行っている。明治大学設立者の一人宮城浩蔵が天童出身であることが縁となっている。

## 公共施設・文化施設
図書館
- 天童市立図書館

美術館・博物館
- 天童市美術館
- 出羽桜美術館
- 広重美術館
- 天童オルゴール博物館
- 天童市将棋資料館
- 旧東村山郡役所資料館

ホール
- 天童市市民文化会館

スポーツ施設
- 山形県総合運動公園
  - 山形県総合運動公園陸上競技場（NDソフトスタジアム山形）
- 天童市スポーツセンター

その他
- 天童警察署
- 山形県総合交通安全センター（運転免許センター）

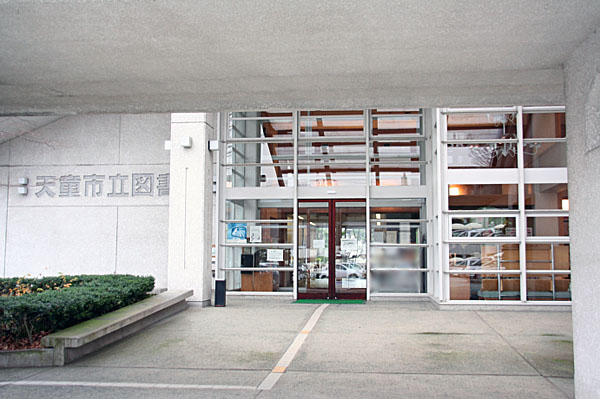
天童市立図書館 玄関前 （2006年12月撮影）
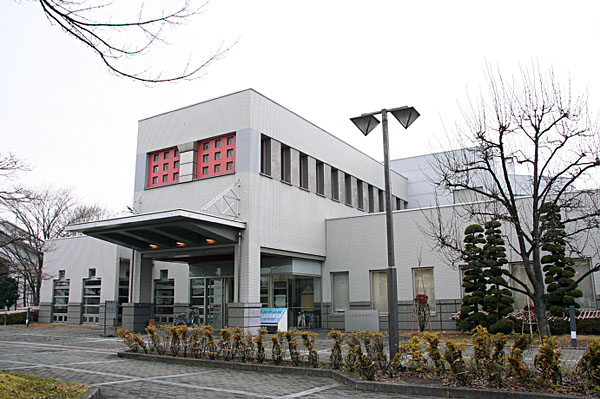
天童市美術館 （2006年12月撮影）
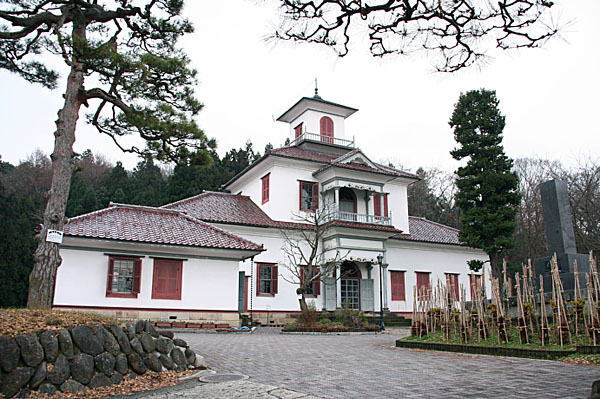
旧東村山郡役所資料館 （2006年12月撮影）
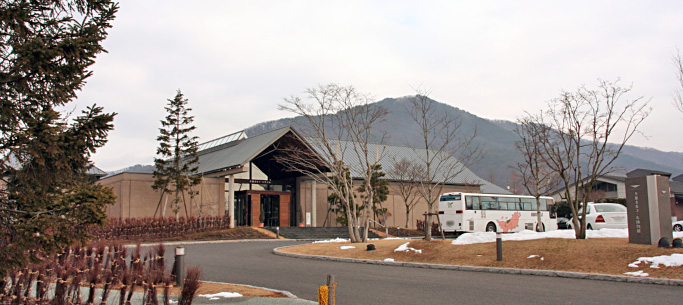
天童オルゴール博物館 （2007年2月撮影）
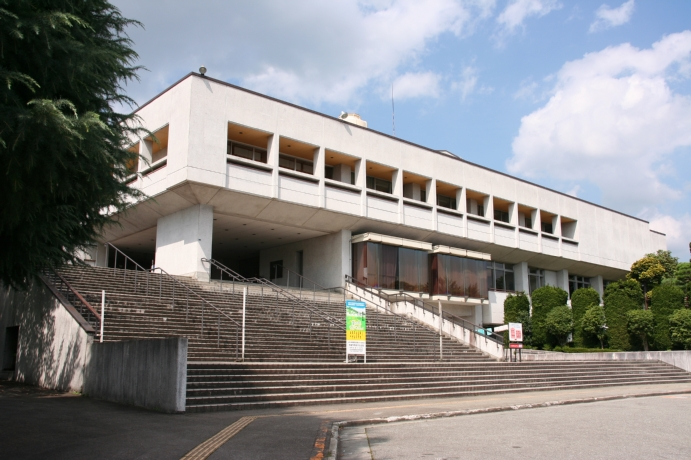
天童市市民文化会館 （2006年8月撮影）

## 交通

### 鉄道路線
- 東日本旅客鉄道（JR東日本）

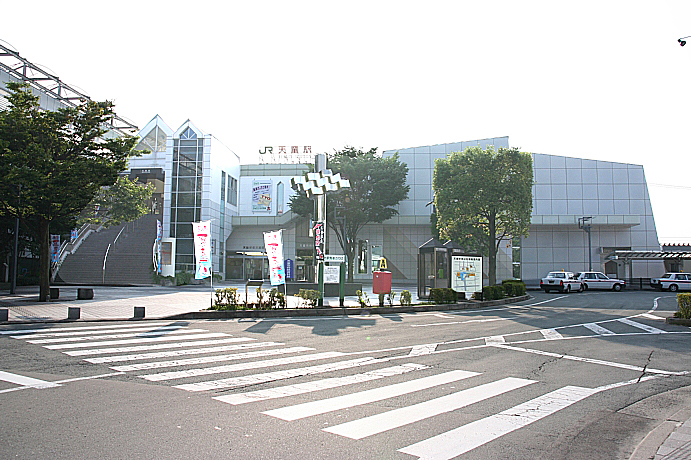
天童駅

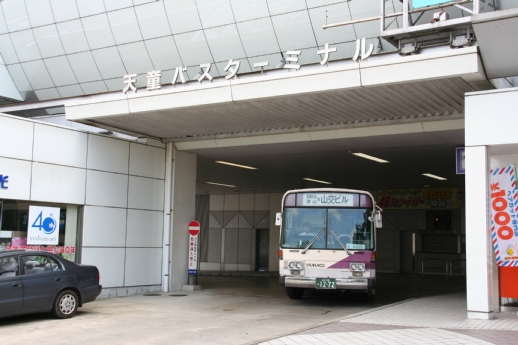
天童バスターミナル

  - 奥羽本線（山形線）：高擶駅、天童南駅、天童駅、乱川駅
  - 奥羽本線（山形新幹線）：天童駅
- 中心となる駅：天童駅
- 隣接市町村への連絡
  - 東根市への連絡：奥羽本線（山形線・山形新幹線）さくらんぼ東根駅
- 都道府県庁への連絡
  - 山形市への連絡：奥羽本線（山形線・山形新幹線）山形駅
- 広範囲な連絡

### 路線バス
- 山交バス
  - TOKYOサンライズ（天童～東京）
- 天童市市営バス

### 空港
最寄りの空港は東根市にある山形空港である。

### 道路
高速道路
E13 東北中央自動車道：天童IC、天童本線料金所
一般国道
国道13号、国道48号
都道府県道
主要地方道
- 山形県道19号山形山寺線
- 山形県道20号山形羽入線
- 山形県道22号山形天童線
- 山形県道23号天童大江線
- 山形県道24号天童寒河江線

一般県道
- 山形県道110号天童河北線
- 山形県道111号天童山寺公園線
- 山形県道277号長岡山中線
- 山形県道279号荒谷原崎線
- 山形県道280号天童停車場若松線
- 山形県道281号天童高原山口線
- 山形県道297号田麦野行沢線

## 観光ほか
- 天童桜祭りの人間将棋
- 山形国際ジャズフェスティバルin天童（JAZZ MEETING）
- 天童夏まつり
- 令和鍋合戦
- 天童温泉
- 格知学舎（本沢竹雲の私塾）
- 建勲神社
- 舞鶴山（天童城跡地、舞鶴公園）
- 若松寺
- ジャガラモガラ
- 天童ラ・フランスマラソン

## 文化財
- 若松寺観音堂（国の重要文化財、1963年7月1日指定）
- 西沼田遺跡（国の史跡、1987年1月26日指定）

## スポーツ

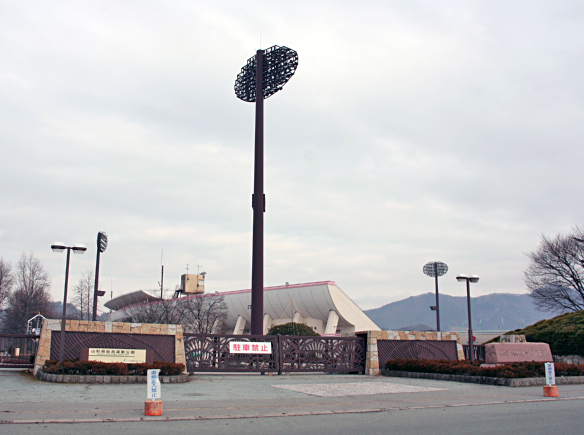
山形県総合運動公園（2007年2月撮影）

- モンテディオ山形（サッカー、Jリーグ2部）のホームタウンのひとつである。また、同クラブチームがホームスタジアムに利用している山形県総合運動公園（NDソフトスタジアム山形）が所在する。
- パスラボ山形ワイヴァンズ（男子バスケットボール、Bリーグ2部）のホームタウンである。また、同クラブがホームアリーナに利用している山形県総合運動公園（総合体育館）が所在する。
- パイオニアレッドウィングス（女子バレーボール、Vリーグ）のホームタウンだった。
- 東北楽天ゴールデンイーグルス2軍（野球）のホームタウンのひとつだった。天童市内でも試合が行われる。
- 天童カントリークラブ 天童市唯一のゴルフ場。

## 出身有名人
- 彩坂美月 - 小説家
- 伊藤豪 - 劇団アドック演出家・俳優
- 大石奈緒 - ボウリング選手（元・全日本ナショナルチームメンバーでプロ選手）
- 緒方太郎 - 福島中央テレビアナウンサー兼記者
- 加藤武治 - 元プロ野球選手（現北海道日本ハムファイターズ二軍投手コーチ）
- 栗原健太 - 元プロ野球選手（現千葉ロッテマリーンズ打撃コーチ）
- 今野忠一 - 日本画家、名誉市民[19]
- 佐藤千夜子 - 歌手
- 佐藤正宏 - 劇団WAHAHA本舗座長
- 佐藤晴美 - ダンサー、ファッションモデル（Flower、E-girlsのメンバー）
- せいの奈々 - 漫画家
- 高橋咲良 - 仙台放送アナウンサー
- ともしげ - お笑い芸人（モグライダー）
- 中川イセ - 北海道網走市議会初の女性議員、天童市と網走市の相互交流都市提携のきっかけとなった人物
- 中野拓夢 - プロ野球選手（阪神タイガース）、市民栄誉賞[20]
- 平田敏夫 - アニメーション監督
- 本沢竹雲 - 儒学者
- ミッチーチェン - 芸人、ミュージシャン（MC GATA）
- 宮城浩蔵 - 衆議院議員、明治法律学校（のちの明治大学）創立者のひとり
- 森谷勇太 - 俳優
- 米屋こうじ - 鉄道写真家

## 天童市を舞台とする作品

### 小説
- 刀語 第9話が将棋駒が云々と書かれているため、天童市が舞台となっている。

### ドキュメンタリー
- 新日本紀行「天童将棋駒-山形県天童市-」（1973年、NHK総合）[21]